# Primera División de Bolivia 2003
La Primera División de Bolivia 2003 fue la 53.ª edición de la Primera División de Bolivia de fútbol. El torneo lo organizó la Liga de Fútbol Profesional Boliviano (LFPB). Se inició con el Torneo Apertura 2003, y finalizó con el Torneo Clausura 2003.

## Sistema de competición
Se dividió en dos torneos oficiales con el siguiente formato:

### Torneo Apertura
El Torneo Apertura fue el primero de la temporada. Se disputó bajo el sistema todos contra todos: los doce clubes compiten en dos ruedas (una como local y la otra de visitante), jugando un total de 22 partidos cada uno. Cada club recibió tres puntos por partido ganado, uno por partido empatado y cero por partido perdido. Los clubes fueron clasificados por puntos con los siguientes criterios de desempate (en orden): diferencia de goles, goles anotados y resultados directos entre equipos empatados. El equipo con más puntos después de las veintidós partidos fue declarado Campeón y clasificó a la Copa Libertadores 2004 como Bolivia 1.

### Torneo Clausura
El Torneo Clausura fue el segundo de la temporada. Se dividió en dos fases, La primera fase tuvo los doce equipos divididos en dos grupos. Los mejores cuatro equipos de cada grupo avanzaron al Cuadrangular de Grupos, mientras el resto quedaron automáticamente fuera de juego. El Cuadrangular de Grupos se disputó bajo el sistema todos contra todos y los dos equipos mejor ubicados ingresaron a la Final de Campeonato donde el equipo con mayor puntaje se consagró Campeón del Torneo, clasificando como Bolivia 2 a la Copa Libertadores 2004.

## Ascensos y descensos
| Pos | a Primera División |
| --- | ------------------ |
| 1.° | Aurora             |

| Pos  | a Asociación Departamental |
| ---- | -------------------------- |
| 12.° | Mariscal Braun             |

| Pos | a Primera División |
| --- | ------------------ |
| 1.° | Aurora             |

| Pos  | a Asociación Departamental |
| ---- | -------------------------- |
| 12.° | Mariscal Braun             |

## Equipos participantes
| Equipo                  | Fundación               | Ciudad     | Estadio                 | Capacidad |
| ----------------------- | ----------------------- | ---------- | ----------------------- | --------- |
| Aurora                  | 27 de mayo de 1935      | Cochabamba | Félix Capriles          | 32.000    |
| Blooming                | 1 de mayo de 1946       | Santa Cruz | Ramón Tahuichi Aguilera | 35.000    |
| Bolívar                 | 12 de abril de 1925     | La Paz     | Hernando Siles          | 42.000    |
| Guabirá                 | 14 de abril de 1962     | Montero    | Gilberto Parada         | 15.000    |
| Iberoamericana          | 1993                    | La Paz     | Simón Bolívar           | 8.000     |
| Independiente Petrolero | 4 de abril de 1932      | Sucre      | Olímpico Patria         | 30.000    |
| Oriente Petrolero       | 5 de noviembre de 1955  | Santa Cruz | Ramón Tahuichi Aguilera | 35.000    |
| Real Potosí             | 1 de abril de 1986      | Potosí     | Víctor Agustín Ugarte   | 30.000    |
| San José                | 19 de marzo de 1942     | Oruro      | Jesús Bermúdez          | 30.000    |
| The Strongest           | 8 de abril de 1908      | La Paz     | Hernando Siles          | 42.000    |
| Unión Central           | 8 de abril de 1980      | Tarija     | IV Centenario           | 18.000    |
| Wilstermann             | 24 de noviembre de 1949 | Cochabamba | Félix Capriles          | 32.000    |

### Localización
| La Paz     | 3 | Club Bolívar Iberoamericana The Strongest | } Wilstermann Aurora Oriente Petrolero Blooming Guabirá Bolívar The Strongest Iberoamericana Real Potosí Independiente Petrolero San José Unión Central |
| Cochabamba | 2 | Aurora Wilstermann                        | } Wilstermann Aurora Oriente Petrolero Blooming Guabirá Bolívar The Strongest Iberoamericana Real Potosí Independiente Petrolero San José Unión Central |
|            |   |                                           | } Wilstermann Aurora Oriente Petrolero Blooming Guabirá Bolívar The Strongest Iberoamericana Real Potosí Independiente Petrolero San José Unión Central |

## Torneo Apertura

### Tabla de posiciones
| Pos. | Equipo                  | Pts. | PJ | G  | E  | P  | GF | GC | Dif. | Clasificación                 |
| ---- | ----------------------- | ---- | -- | -- | -- | -- | -- | -- | ---- | ----------------------------- |
| 1    | The Strongest           | 46   | 22 | 13 | 7  | 2  | 43 | 29 | +14  | Campeón a Copa Libertadores   |
| 2    | Bolívar                 | 45   | 22 | 13 | 6  | 3  | 54 | 21 | +33  | Clasificado Copa Libertadores |
| 3    | Wilstermann             | 40   | 22 | 11 | 7  | 4  | 43 | 19 | +24  |                               |
| 4    | Oriente Petrolero       | 33   | 22 | 10 | 3  | 9  | 51 | 37 | +14  |                               |
| 5    | Real Potosí             | 31   | 22 | 8  | 7  | 7  | 44 | 40 | +4   |                               |
| 6    | Iberoamericana          | 30   | 22 | 9  | 3  | 10 | 35 | 40 | −5   |                               |
| 7    | San José                | 25   | 22 | 7  | 4  | 11 | 29 | 34 | −5   |                               |
| 8    | Aurora                  | 25   | 22 | 6  | 7  | 9  | 35 | 43 | −8   |                               |
| 9    | Unión Central           | 25   | 22 | 5  | 10 | 7  | 26 | 39 | −13  |                               |
| 10   | Blooming                | 24   | 22 | 6  | 6  | 10 | 31 | 38 | −7   |                               |
| 11   | Guabirá                 | 18   | 22 | 4  | 6  | 12 | 21 | 44 | −23  |                               |
| 12   | Independiente Petrolero | 18   | 22 | 4  | 6  | 12 | 21 | 49 | −28  |                               |

Actualizado a los partidos jugados el 15 de julio de 2003.
 Fuente: FBF

### Fixture
| Unión Central  | 1 - 1 | The Strongest           | IV Centenario           | 7 de marzo | 20:00 |
| Bolívar        | 4 - 0 | Wilstermann             | Hernando Siles          | 8 de marzo | 15:30 |
| Iberoamericana | 4 - 0 | Independiente Petrolero | Simón Bolívar           | 9 de marzo | 15:30 |
| San José       | 2 - 1 | Oriente Petrolero       | Jesús Bermúdez          | 9 de marzo | 15:30 |
| Aurora         | 1 - 1 | Real Potosí             | Félix Capriles          | 9 de marzo | 15:30 |
| Blooming       | 1 - 0 | Guabirá                 | Ramón Tahuichi Aguilera | 9 de marzo | 18:00 |

| Wilstermann             | 5 - 0 | Iberoamericana    | Félix Capriles          | 14 de marzo | 20:00 |
| The Strongest           | 4 - 3 | Aurora            | Hernando Siles          | 15 de marzo | 15:30 |
| Blooming                | 4 - 2 | San José          | Ramón Tahuichi Aguilera | 16 de marzo | 18:00 |
| Guabirá                 | 2 - 2 | Unión Central     | Gilberto Parada         | 16 de marzo | 20:00 |
| Independiente Petrolero | 1 - 1 | Oriente Petrolero | Olímpico Patria         | 26 de marzo | 15:30 |
| Real Potosí             | 0 - 0 | Bolívar           | Mario Mercado           | 16 de abril | 20:00 |

| Iberoamericana    | 5 - 0 | Real Potosí             | Hernando Siles          | 21 de marzo | 20:00 |
| San José          | 3 - 0 | Independiente Petrolero | Jesús Bermúdez          | 22 de marzo | 15:30 |
| Unión Central     | 3 - 1 | Blooming                | IV Centenario           | 23 de marzo | 15:30 |
| Aurora            | 0 - 0 | Guabirá                 | Félix Capriles          | 23 de marzo | 15:30 |
| Bolívar           | 0 - 0 | The Strongest           | Hernando Siles          | 23 de marzo | 15:30 |
| Oriente Petrolero | 2 - 3 | Wilstermann             | Ramón Tahuichi Aguilera | 23 de marzo | 18:00 |

| The Strongest | 1 - 1 | Iberoamericana          | Hernando Siles          | 28 de marzo | 20:00 |
| Real Potosí   | 4 - 0 | Oriente Petrolero       | Mario Mercado           | 29 de marzo | 15:30 |
| Unión Central | 0 - 0 | San José                | IV Centenario           | 30 de marzo | 15:30 |
| Wilstermann   | 3 - 0 | Independiente Petrolero | Félix Capriles          | 30 de marzo | 15:30 |
| Blooming      | 1 - 0 | Aurora                  | Ramón Tahuichi Aguilera | 30 de marzo | 18:00 |
| Guabirá       | 0 - 4 | Bolívar                 | Gilberto Parada         | 30 de marzo | 20:00 |

| Independiente Petrolero | 2 - 2 | Real Potosí   | Olímpico Patria         | 4 de abril | 20:00 |
| Iberoamericana          | 1 - 0 | Guabirá       | Hernando Siles          | 5 de abril | 14:00 |
| Bolívar                 | 4 - 1 | Blooming      | Hernando Siles          | 5 de abril | 16:00 |
| Aurora                  | 2 - 1 | Unión Central | Félix Capriles          | 6 de abril | 15:30 |
| San José                | 0 - 1 | Wilstermann   | Jesús Bermúdez          | 6 de abril | 15:30 |
| Oriente Petrolero       | 5 - 0 | The Strongest | Ramón Tahuichi Aguilera | 7 de mayo  | 20:30 |

| Aurora        | 3 - 3 | San José                | Félix Capriles          | 11 de abril | 20:30 |
| The Strongest | 6 - 1 | Independiente Petrolero | Hernando Siles          | 12 de abril | 15:30 |
| Unión Central | 0 - 0 | Bolívar                 | IV Centenario           | 13 de abril | 15:30 |
| Real Potosí   | 1 - 1 | Wilstermann             | Mario Mercado           | 13 de abril | 15:30 |
| Blooming      | 6 - 0 | Iberoamericana          | Ramón Tahuichi Aguilera | 13 de abril | 18:00 |
| Guabirá       | 1 - 2 | Oriente Petrolero       | Gilberto Parada         | 13 de abril | 20:15 |

| Wilstermann             | 0 - 0 | The Strongest | Félix Capriles          | 19 de abril | 20:00 |
| Iberoamericana          | 2 - 2 | Unión Central | Hernando Siles          | 20 de abril | 14:00 |
| San José                | 2 - 0 | Real Potosí   | Jesús Bermúdez          | 20 de abril | 15:30 |
| Independiente Petrolero | 2 - 1 | Guabirá       | Olímpico Patria         | 20 de abril | 15:30 |
| Bolívar                 | 4 - 2 | Aurora        | Hernando Siles          | 20 de abril | 16:00 |
| Oriente Petrolero       | 2 - 2 | Blooming      | Ramón Tahuichi Aguilera | 20 de abril | 18:00 |

| Bolívar       | 1 - 2 | San José                | Hernando Siles          | 25 de abril | 20:00 |
| Aurora        | 2 - 0 | Iberoamericana          | Félix Capriles          | 26 de abril | 20:00 |
| The Strongest | 2 - 1 | Real Potosí             | Hernando Siles          | 27 de abril | 15:30 |
| Unión Central | 2 - 1 | Oriente Petrolero       | IV Centenario           | 27 de abril | 15:30 |
| Blooming      | 1 - 1 | Independiente Petrolero | Ramón Tahuichi Aguilera | 27 de abril | 18:00 |
| Guabirá       | 1 - 6 | Wilstermann             | Gilberto Parada         | 27 de abril | 18:00 |

| Real Potosí             | 8 - 1 | Guabirá       | Mario Mercado           | 2 de mayo | 20:00 |
| Oriente Petrolero       | 6 - 2 | Aurora        | Ramón Tahuichi Aguilera | 3 de mayo | 20:00 |
| Independiente Petrolero | 1 - 1 | Unión Central | Olímpico Patria         | 4 de mayo | 15:30 |
| San José                | 1 - 1 | The Strongest | Jesús Bermúdez          | 4 de mayo | 15:30 |
| Iberomericana           | 3 - 5 | Bolívar       | Hernando Siles          | 4 de mayo | 15:30 |
| Wilstermann             | 2 - 0 | Blooming      | Félix Capriles          | 4 de mayo | 20:00 |

| Guabirá        | 1 - 2 | The Strongest           | Gilberto Parada         | 9 de mayo  | 20:00 |
| Iberoamericana | 2 - 1 | San José                | Hernando Siles          | 10 de mayo | 15:30 |
| Blooming       | 0 - 3 | Real Potosí             | Ramón Tahuichi Aguilera | 10 de mayo | 20:00 |
| Aurora         | 3 - 1 | Independiente Petrolero | Félix Capriles          | 11 de mayo | 15:30 |
| Unión Central  | 0 - 0 | Wilstermann             | IV Centenario           | 11 de mayo | 15:30 |
| Bolívar        | 4 - 0 | Oriente Petrolero       | Hernando Siles          | 11 de mayo | 15:30 |

| San José                | 2 - 0 | Guabirá        | Jesús Bermúdez          | 16 de mayo | 15:30 |
| Oriente Petrolero       | 4 - 1 | Iberoamericana | Ramón Tahuichi Aguilera | 17 de mayo | 18:00 |
| Real Potosí             | 2 - 0 | Unión Central  | Mario Mercado           | 18 de mayo | 15:30 |
| Wilstermann             | 2 - 2 | Aurora         | Félix Capriles          | 18 de mayo | 15:30 |
| The Strongest           | 2 - 1 | Blooming       | Hernando Siles          | 18 de mayo | 15:30 |
| Independiente Petrolero | 2 - 3 | Bolívar        | Olímpico Patria         | 19 de mayo | 15:30 |

| The Strongest           | 0 - 0 | Unión Central  | Hernando Siles          | 23 de mayo | 15:30 |
| Oriente Petrolero       | 5 - 1 | San José       | Ramón Tahuichi Aguilera | 24 de mayo | 20:00 |
| Independiente Petrolero | 0 - 1 | Iberoamericana | Olímpico Patria         | 25 de mayo | 15:30 |
| Real Potosí             | 5 - 4 | Aurora         | Mario Mercado           | 25 de mayo | 15:30 |
| Guabirá                 | 0 - 0 | Blooming       | Gilberto Parada         | 25 de mayo | 16:00 |
| Wilstermann             | 1 - 0 | Bolívar        | Félix Capriles          | 25 de mayo | 16:00 |

| Iberoamericana    | 0 - 0 | Wilstermann             | Simón Bolívar           | 31 de mayo | 11:30 |
| Aurora            | 3 - 1 | The Strongest           | Félix Capriles          | 1 de junio | 15:30 |
| San José          | 2 - 1 | Blooming                | Jesús Bermúdez          | 1 de junio | 15:30 |
| Unión Central     | 0 - 0 | Guabirá                 | IV Centenario           | 1 de junio | 15:30 |
| Bolívar           | 1 - 1 | Real Potosí             | Hernando Siles          | 1 de junio | 16:00 |
| Oriente Petrolero | 2 - 1 | Independiente Petrolero | Ramón Tahuichi Aguilera | 1 de junio | 18:00 |

| Guabirá                 | 2 - 2 | Aurora            | Gilberto Parada         | 4 de junio | 15:30 |
| Independiente Petrolero | 1 - 0 | San José          | Olímpico Patria         | 4 de junio | 15:30 |
| Real Potosí             | 3 - 2 | Iberoamericana    | Mario Mercado           | 4 de junio | 15:30 |
| Blooming                | 1 - 0 | Unión Central     | Ramón Tahuichi Aguilera | 4 de junio | 18:00 |
| Wilstermann             | 1 - 2 | Oriente Petrolero | Félix Capriles          | 5 de junio | 16:00 |
| The Strongest           | 3 - 2 | Bolívar           | Hernando Siles          | 5 de junio | 16:00 |

| Iberoamericana          | 1 - 2 | The Strongest | Simón Bolívar           | 28 de mayo  | 11:30 |
| Bolívar                 | 4 - 0 | Guabirá       | Hernando Siles          | 29 de mayo  | 16:00 |
| San José                | 1 - 2 | Unión Central | Jesús Bermúdez          | 7 de junio  | 15:30 |
| Independiente Petrolero | 1 - 1 | Wilstermann   | Olímpico Patria         | 15 de junio | 15:30 |
| Aurora                  | 1 - 1 | Blooming      | Félix Capriles          | 15 de junio | 16:00 |
| Oriente Petrolero       | 6 - 0 | Real Potosí   | Ramón Tahuichi Aguilera | 15 de junio | 18:00 |

| Guabirá       | 2 - 1 | Iberoamericana          | Gilberto Parada         | 8 de junio  | 20:30 |
| Real Potosí   | 1 - 1 | Independiente Petrolero | Mario Mercado           | 18 de junio | 20:00 |
| Wilstermann   | 1 - 0 | San José                | Félix Capriles          | 18 de junio | 20:00 |
| Blooming      | 2 - 2 | Bolívar                 | Ramón Tahuichi Aguilera | 18 de junio | 20:30 |
| The Strongest | 2 - 0 | Oriente Petrolero       | Hernando Siles          | 19 de junio | 20:00 |
| Unión Central | 1 - 2 | Aurora                  | IV Centenario           | 19 de junio | 20:00 |

| Iberoamericana          | 5 - 1 | Blooming      | Hernando Siles          | 21 de junio | 15:30 |
| Bolívar                 | 5 - 0 | Unión Central | Hernando Siles          | 22 de junio | 15:30 |
| Independiente Petrolero | 1 - 2 | The Strongest | Olímpico Patria         | 22 de junio | 15:30 |
| San José                | 3 - 0 | Aurora        | Jesús Bermúdez          | 22 de junio | 15:30 |
| Wilstermann             | 2 - 1 | Real Potosí   | Félix Capriles          | 22 de junio | 15:30 |
| Oriente Petrolero       | 1 - 1 | Guabirá       | Ramón Tahuichi Aguilera | 22 de junio | 18:00 |

| Blooming      | 1 - 2 | Oriente Petrolero       | Ramón Tahuichi Aguilera | 29 de mayo  | 20:30 |
| The Strongest | 2 - 0 | Wilstermann             | Hernando Siles          | 25 de junio | 20:00 |
| Unión Central | 1 - 0 | Iberoamericana          | IV Centenario           | 25 de junio | 20:00 |
| Guabirá       | 4 - 0 | Independiente Petrolero | Gilberto Parada         | 25 de junio | 20:30 |
| Aurora        | 0 - 2 | Bolívar                 | Félix Capriles          | 26 de junio | 20:00 |
| Real Potosí   | 3 - 0 | San José                | Mario Mercado           | 26 de junio | 20:00 |

| Real Potosí             | 3 - 5 | The Strongest | Mario Mercado           | 28 de junio | 15:30 |
| San José                | 1 - 1 | Bolívar       | Jesús Bermúdez          | 29 de junio | 15:30 |
| Wilstermann             | 2 - 0 | Guabirá       | Félix Capriles          | 29 de junio | 15:30 |
| Iberoamericana          | 2 - 1 | Aurora        | Simón Bolívar           | 29 de junio | 15:30 |
| Independiente Petrolero | 2 - 0 | Blooming      | Olímpico Patria         | 29 de junio | 15:30 |
| Oriente Petrolero       | 6 - 1 | Unión Central | Ramón Tahuichi Aguilera | 29 de junio | 18:00 |

| Bolívar       | 3 - 0 | Iberoamericana          | Simón Bolívar           | 15 de junio | 11:00 |
| Unión Central | 8 - 0 | Independiente Petrolero | IV Centenario           | 2 de julio  | 18:30 |
| Aurora        | 2 - 1 | Oriente Petrolero       | Félix Capriles          | 2 de julio  | 18:30 |
| The Strongest | 3 - 2 | San José                | Hernando Siles          | 3 de julio  | 20:00 |
| Guabirá       | 3 - 1 | Real Potosí             | Gilberto Parada         | 3 de julio  | 20:30 |
| Blooming      | 3 - 0 | Wilstermann             | Ramón Tahuichi Aguilera | 3 de julio  | 20:30 |

| Independiente Petrolero | 2 - 0  | Aurora         | Olímpico Patria         | 6 de julio | 15:30 |
| Wilstermann             | 12 - 0 | Unión Central  | Félix Capriles          | 6 de julio | 16:00 |
| The Strongest           | 2 - 0  | Guabirá        | Hernando Siles          | 6 de julio | 16:00 |
| San José                | 1 - 2  | Iberoamericana | Jesús Bermúdez          | 6 de julio | 16:00 |
| Real Potosí             | 3 - 1  | Blooming       | Mario Mercado           | 6 de julio | 16:00 |
| Oriente Petrolero       | 2 - 3  | Bolívar        | Ramón Tahuichi Aguilera | 6 de julio | 18:00 |

| Bolívar        | 2 - 1 | Independiente Petrolero | Hernando Siles          | 13 de julio | 15:30 |
| Guabirá        | 2 - 1 | San José                | Gilberto Parada         | 13 de julio | 15:30 |
| Aurora         | 0 - 0 | Wilstermann             | Félix Capriles          | 13 de julio | 15:30 |
| Unión Central  | 1 - 1 | Real Potosí             | IV Centenario           | 13 de julio | 20:00 |
| Blooming       | 2 - 2 | The Strongest           | Ramón Tahuichi Aguilera | 13 de julio | 20:30 |
| Iberoamericana | 2 - 0 | Oriente Petrolero       | Simón Bolívar           | 14 de julio | 15:30 |

|                                                                       |
| Campeón The Strongest 5º título liguero 8º título de Primera División |

## Torneo Clausura

### Fase de grupos

#### Tabla de Posiciones Grupo A
| Pos | Equipo        | Pts | PJ | PG | PE | PP | GF | GC | Dif |
| --- | ------------- | --- | -- | -- | -- | -- | -- | -- | --- |
| 1.  | Blooming      | 20  | 12 | 6  | 2  | 4  | 20 | 19 | 1   |
| 2.  | Real Potosí   | 19  | 12 | 6  | 1  | 5  | 16 | 17 | -1  |
| 3.  | Bolívar       | 18  | 12 | 5  | 3  | 4  | 27 | 15 | 12  |
| 4.  | Aurora        | 16  | 12 | 3  | 7  | 2  | 17 | 17 | 0   |
| 5.  | San José      | 13  | 12 | 3  | 4  | 5  | 16 | 25 | -9  |
| 6.  | Unión Central | 9   | 12 | 2  | 3  | 7  | 12 | 18 | -6  |

Pts = Puntos; PJ = Partidos Jugados; G = Partidos Ganados; E = Partidos Empatados; P = Partidos Perdidos; GF = Goles Anotados; GC = Goles Recibidos; Dif = Diferencia de gol
|  | Clasificados al Cuadrangular de Grupos. |

Fixture
| Unión Central | 2 - 1 | Bolívar     | IV Centenario  | 27 de julio | 15:30 |
| San José      | 1 - 0 | Blooming    | Jesús Bermúdez | 27 de julio | 15:30 |
| Aurora        | 1 - 0 | Real Potosí | Félix Capriles | 27 de julio | 16:00 |

| Real Potosí | 2 - 0 | San José      | Mario Mercado           | 3 de agosto | 15:30 |
| Aurora      | 2 - 1 | Unión Central | Félix Capriles          | 3 de agosto | 16:00 |
| Blooming    | 1 - 0 | Bolívar       | Ramón Tahuichi Aguilera | 3 de agosto | 18:00 |

| San José      | 2 - 2 | Aurora      | Jesús Bermúdez | 9 de agosto  | 15:30 |
| Unión Central | 1 - 2 | Blooming    | IV Centenario  | 10 de agosto | 15:30 |
| Bolívar       | 3 - 0 | Real Potosí | Hernando Siles | 10 de agosto | 16:00 |

| Real Potosí | 4 - 3 | Blooming      | Mario Mercado  | 13 de agosto | 15:30 |
| San José    | 1 - 1 | Unión Central | Jesús Bermúdez | 13 de agosto | 15:30 |
| Aurora      | 2 - 1 | Bolívar       | Félix Capriles | 13 de agosto | 16:00 |

| Real Potosí   | 2 - 0 | Independiente Petrolero | Mario Mercado           | 21 de septiembre | 15:30 |
| Unión Central | 1 - 2 | Guabirá                 | IV Centenario           | 21 de septiembre | 15:30 |
| San José      | 2 - 0 | Iberoamericana          | Jesús Bermúdez          | 21 de septiembre | 15:30 |
| Aurora        | 2 - 2 | Wilstermann             | Félix Capriles          | 21 de septiembre | 16:00 |
| Bolívar       | 2 - 2 | The Strongest           | Hernando Siles          | 21 de septiembre | 16:00 |
| Blooming      | 1 - 2 | Oriente Petrolero       | Ramón Tahuichi Aguilera | 21 de septiembre | 18:00 |

| Unión Central | 0 - 1 | Real Potosí | IV Centenario           | 24 de septiembre | 15:30 |
| Bolívar       | 6 - 2 | San José    | Hernando Siles          | 24 de septiembre | 16:00 |
| Blooming      | 2 - 1 | Aurora      | Ramón Tahuichi Aguilera | 24 de septiembre | 18:00 |

| Real Potosí | 1 - 1 | Aurora        | Mario Mercado           | 28 de septiembre | 15:30 |
| Bolívar     | 2 - 2 | Unión Central | Hernando Siles          | 28 de septiembre | 16:00 |
| Blooming    | 6 - 1 | San José      | Ramón Tahuichi Aguilera | 28 de septiembre | 18:00 |

| San José      | 4 - 0 | Real Potosí | Jesús Bermúdez | 1 de octubre | 15:30 |
| Unión Central | 1 - 1 | Aurora      | IV Centenario  | 1 de octubre | 15:30 |
| Bolívar       | 6 - 0 | Blooming    | Hernando Siles | 1 de octubre | 16:00 |

| The Strongest           | 0 - 1 | Bolívar       | Hernando Siles          | 4 de octubre | 16:00 |
| Iberoamericana          | 3 - 0 | San José      | Simón Bolívar           | 5 de octubre | 11:30 |
| Independiente Petrolero | 2 - 1 | Real Potosí   | Olímpico Patria         | 5 de octubre | 15:30 |
| Wilstermann             | 1 - 1 | Aurora        | Félix Capriles          | 5 de octubre | 16:00 |
| Guabirá                 | 2 - 0 | Unión Central | Gilberto Parada         | 5 de octubre | 16:00 |
| Oriente Petrolero       | 1 - 1 | Blooming      | Ramón Tahuichi Aguilera | 5 de octubre | 18:00 |

| Real Potosí | 2 - 1 | Bolívar       | Mario Mercado           | 12 de octubre | 15:30 |
| Aurora      | 2 - 2 | San José      | Félix Capriles          | 12 de octubre | 16:00 |
| Blooming    | 2 - 1 | Unión Central | Ramón Tahuichi Aguilera | 12 de octubre | 18:00 |

| Unión Central | 2 - 0 | San José    | IV Centenario           | 22 de octubre | 15:30 |
| Bolívar       | 3 - 1 | Aurora      | Hernando Siles          | 22 de octubre | 16:00 |
| Blooming      | 1 - 0 | Real Potosí | Ramón Tahuichi Aguilera | 22 de octubre | 18:00 |

| Aurora      | 1 - 1 | Blooming      | Félix Capriles | 26 de octubre | 16:00 |
| Real Potosí | 3 - 1 | Unión Central | Mario Mercado  | 26 de octubre | 16:00 |
| San José    | 1 - 1 | Bolívar       | Jesús Bermúdez | 26 de octubre | 16:00 |

#### Tabla de Posiciones Grupo B
| Pos | Equipo                  | Pts | PJ | PG | PE | PP | GF | GC | Dif |
| --- | ----------------------- | --- | -- | -- | -- | -- | -- | -- | --- |
| 1º  | The Strongest           | 25  | 12 | 8  | 1  | 3  | 23 | 10 | 13  |
| 2º  | Oriente Petrolero       | 20  | 12 | 5  | 5  | 2  | 26 | 12 | 14  |
| 3º  | Iberoamericana          | 17  | 12 | 5  | 2  | 5  | 13 | 17 | -4  |
| 4º  | Wilstermann             | 16  | 12 | 4  | 4  | 4  | 18 | 21 | -3  |
| 5º  | Independiente Petrolero | 14  | 12 | 4  | 2  | 6  | 11 | 23 | -12 |
| 6º  | Guabirá                 | 11  | 12 | 3  | 2  | 7  | 10 | 15 | -5  |

Pts = Puntos; PJ = Partidos Jugados; G = Partidos Ganados; E = Partidos Empatados; P = Partidos Perdidos; GF = Goles Anotados; GC = Goles Recibidos; Dif = Diferencia de gol
|  | Clasificados al Cuadrangular de Grupos. |

Fixture
| The Strongest           | 2 - 1 | Guabirá        | Hernando Siles          | 26 de julio | 16:00 |
| Independiente Petrolero | 1 - 1 | Wilstermann    | Olímpico Patria         | 27 de julio | 15:30 |
| Oriente Petrolero       | 5 - 0 | Iberoamericana | Ramón Tahuichi Aguilera | 27 de julio | 18:00 |

| The Strongest  | 2 - 0 | Independiente Petrolero | Hernando Siles  | 2 de agosto | 16:00 |
| Iberoamericana | 1 - 0 | Wilstermann             | Simón Bolívar   | 3 de agosto | 11:30 |
| Guabirá        | 1 - 1 | Oriente Petrolero       | Gilberto Parada | 3 de agosto | 16:00 |

| Independiente Petrolero | 2 - 1 | Iberoamericana | Olímpico Patria         | 10 de agosto | 15:30 |
| Wistermann              | 2 - 1 | Guabirá        | Félix Capriles          | 10 de agosto | 16:00 |
| Oriente Petrolero       | 2 - 1 | The Strongest  | Ramón Tahuichi Aguilera | 10 de agosto | 18:00 |

| Guabirá           | 0 - 1 | Iberoamericana          | Gilberto Parada         | 13 de agosto | 18:00 |
| Oriente Petrolero | 4 - 0 | Independiente Petrolero | Ramón Tahuichi Aguilera | 13 de agosto | 18:00 |
| The Strongest     | 0 - 1 | Wilstermann             | Hernando Siles          | 14 de agosto | 20:00 |

| Real Potosí   | 2 - 0 | Independiente Petrolero | Mario Mercado           | 21 de septiembre | 15:30 |
| Unión Central | 1 - 2 | Guabirá                 | IV Centenario           | 21 de septiembre | 15:30 |
| San José      | 2 - 0 | Iberoamericana          | Jesús Bermúdez          | 21 de septiembre | 15:30 |
| Aurora        | 2 - 2 | Wilstermann             | Félix Capriles          | 21 de septiembre | 16:00 |
| Bolívar       | 2 - 2 | The Strongest           | Hernando Siles          | 21 de septiembre | 16:00 |
| Blooming      | 1 - 2 | Oriente Petrolero       | Ramón Tahuichi Aguilera | 21 de septiembre | 18:00 |

| Independiente Petrolero | 2 - 1 | Guabirá           | Olímpico Patria | 24 de septiembre | 15:30 |
| Iberoamericana          | 1 - 3 | The Strongest     | Hernando Siles  | 25 de septiembre | 16:00 |
| Wilstermann             | 3 - 2 | Oriente Petrolero | Félix Capriles  | 25 de septiembre | 16:00 |

| Guabirá        | 0 - 1 | The Strongest           | Gilberto Parada | 27 de septiembre | 18:00 |
| Iberoamericana | 1 - 1 | Oriente Petrolero       | Simón Bolívar   | 28 de septiembre | 11:30 |
| Wilstermann    | 1 - 2 | Independiente Petrolero | Félix Capriles  | 28 de septiembre | 16:00 |

| Independiente Petrolero | 1 - 6 | The Strongest  | Olímpico Patria         | 1 de octubre | 15:30 |
| Wilstermann             | 0 - 0 | Iberoamericana | Félix Capriles          | 1 de octubre | 16:00 |
| Oriente Petrolero       | 0 - 0 | Guabirá        | Ramón Tahuichi Aguilera | 9 de octubre | 20:00 |

| The Strongest           | 0 - 1 | Bolívar       | Hernando Siles          | 4 de octubre | 16:00 |
| Iberoamericana          | 3 - 0 | San José      | Simón Bolívar           | 5 de octubre | 11:30 |
| Independiente Petrolero | 2 - 1 | Real Potosí   | Olímpico Patria         | 5 de octubre | 15:30 |
| Wilstermann             | 1 - 1 | Aurora        | Félix Capriles          | 5 de octubre | 16:00 |
| Guabirá                 | 2 - 0 | Unión Central | Gilberto Parada         | 5 de octubre | 16:00 |
| Oriente Petrolero       | 1 - 1 | Blooming      | Ramón Tahuichi Aguilera | 5 de octubre | 18:00 |

| Iberoamericana | 2 - 1 | Independiente Petrolero | Simón Bolívar   | 11 de octubre | 14:00 |
| Guabirá        | 1 - 3 | Wilstermann             | Gilberto Parada | 12 de octubre | 16:00 |
| The Strongest  | 1 - 0 | Oriente Petrolero       | Hernando Siles  | 24 de octubre | 20:00 |

| Iberoamericana          | 3 - 0 | Guabirá           | Hernando Siles  | 22 de octubre | 14:00 |
| Independiente Petrolero | 0 - 0 | Oriente Petrolero | Olímpico Patria | 22 de octubre | 16:00 |
| Wilstermann             | 1 - 2 | The Strongest     | Félix Capriles  | 22 de octubre | 16:00 |

| The Strongest     | 3 - 0       | Iberoamericana          | Hernando Siles          | 26 de octubre | 16:00 |
| Oriente Petrolero | 6 - 3       | Wilstermann             | Ramón Tahuichi Aguilera | 26 de octubre | 16:00 |
| Guabirá           | 2 - 0 (w/o) | Independiente Petrolero | Gilberto Parada         | 26 de octubre | 16:00 |
| 1.                |             |                         |                         |               |       |

### Cuadrangular de Grupos

#### Grupo 1
| Pos | Equipo            | Pts | PJ | G | E | P | GF | GC | Dif |
| --- | ----------------- | --- | -- | - | - | - | -- | -- | --- |
| 1º  | Wilstermann       | 12  | 6  | 4 | 0 | 2 | 13 | 11 | 2   |
| 2º  | Bolívar           | 10  | 6  | 3 | 1 | 2 | 22 | 9  | 13  |
| 3º  | Oriente Petrolero | 7   | 6  | 2 | 1 | 3 | 10 | 13 | -3  |
| 4º  | Blooming          | 6   | 6  | 2 | 0 | 4 | 6  | 18 | -12 |

Pts = Puntos; PJ = Partidos Jugados; G = Partidos Ganados; E = Partidos Empatados; P = Partidos Perdidos; GF = Goles Anotados; GC = Goles Recibidos; Dif = Diferencia de gol
|  | Clasificados a la Final de Campeonato. |

Fixture
| Wilstermann | 1 - 0 | Oriente Petrolero | Félix Capriles          | 30 de octubre | 16:00 |
| Blooming    | 2 - 0 | Bolívar           | Ramón Tahuichi Aguilera | 30 de octubre | 18:00 |

| Bolívar           | 4 - 2 | Wilstermann | Hernando Siles          | 2 de noviembre | 16:00 |
| Oriente Petrolero | 1 - 2 | Blooming    | Ramón Tahuichi Aguilera | 2 de noviembre | 18:00 |

| Bolívar  | 5 - 0 | Oriente Petrolero | Hernando Siles          | 5 de noviembre | 16:00 |
| Blooming | 1 - 3 | Wilstermann       | Ramón Tahuichi Aguilera | 6 de noviembre | 18:00 |

| Bolívar     | 9 - 0 | Blooming          | Hernando Siles | 23 de noviembre | 16:00 |
| Wilstermann | 4 - 2 | Oriente Petrolero | Félix Capriles | 23 de noviembre | 18:00 |

| Blooming    | 1 - 3 | Oriente Petrolero | Ramón Tahuichi Aguilera | 26 de noviembre | 18:00 |
| Wilstermann | 3 - 2 | Bolívar           | Félix Capriles          | 27 de noviembre | 16:00 |

| Wilstermann       | 2 - 0 | Blooming | Félix Capriles          | 30 de noviembre | 16:00 |
| Oriente Petrolero | 2 - 2 | Bolívar  | Ramón Tahuichi Aguilera | 30 de noviembre | 16:00 |

#### Grupo 2
| Pos | Equipo         | Pts | PJ | G | E | P | GF | GC | Dif |
| --- | -------------- | --- | -- | - | - | - | -- | -- | --- |
| 1º  | The Strongest  | 10  | 6  | 3 | 1 | 2 | 6  | 4  | 2   |
| 2º  | Aurora         | 10  | 6  | 3 | 1 | 2 | 4  | 6  | -2  |
| 3º  | Real Potosí    | 9   | 6  | 3 | 0 | 3 | 9  | 9  | 0   |
| 4º  | Iberoamericana | 5   | 6  | 1 | 2 | 3 | 5  | 5  | 0   |

Pts = Puntos; PJ = Partidos Jugados; G = Partidos Ganados; E = Partidos Empatados; P = Partidos Perdidos; GF = Goles Anotados; GC = Goles Recibidos; Dif = Diferencia de gol
|  | Clasificados a la Final de Campeonato. |

Fixture
| Real Potosí   | 1 - 2 | Aurora         | Mario Mercado  | 30 de octubre | 15:30 |
| The Strongest | 0 - 0 | Iberoamericana | Hernando Siles | 31 de octubre | 16:00 |

| Aurora         | 1 - 2 | The Strongest | Félix Capriles | 2 de noviembre | 16:00 |
| Iberoamericana | 1 - 2 | Real Potosí   | Simón Bolívar  | 3 de noviembre | 14:00 |

| Aurora        | 0 - 0 | Iberoamericana | Félix Capriles | 5 de noviembre | 16:00 |
| The Strongest | 2 - 0 | Real Potosí    | Hernando Siles | 6 de noviembre | 16:00 |

| Iberoamericana | 1 - 2 | The Strongest | Hernando Siles | 22 de noviembre | 16:00 |
| Aurora         | 1 - 0 | Real Potosí   | Félix Capriles | 23 de noviembre | 16:00 |

| Real Potosí   | 1 - 0 | Iberoamericana | Mario Mercado  | 26 de noviembre | 15:30 |
| The Strongest | 2 - 0 | Aurora         | Hernando Siles | 26 de noviembre | 16:00 |

| Iberoamericana | 3 - 0 | Aurora        | Hernando Siles | 30 de noviembre | 16:00 |
| Real Potosí    | 2 - 0 | The Strongest | Mario Mercado  | 30 de noviembre | 16:00 |

### Final de Campeonato
| Pos | Equipo            | Pts | PJ | PG | PE | PP | GF | GC | Dif |
| --- | ----------------- | --- | -- | -- | -- | -- | -- | -- | --- |
| 1º  | The Strongest (C) | 13  | 6  | 4  | 1  | 1  | 10 | 4  | 6   |
| 2º  | Wilstermann       | 10  | 6  | 3  | 1  | 2  | 10 | 8  | 2   |
| 3º  | Bolívar           | 9   | 6  | 3  | 0  | 3  | 10 | 9  | 1   |
| 4º  | Aurora            | 3   | 6  | 1  | 0  | 5  | 7  | 16 | -9  |

Pts = Puntos; PJ = Partidos Jugados; G = Partidos Ganados; E = Partidos Empatados; P = Partidos Perdidos; GF = Goles Anotados; GC = Goles Recibidos; Dif = Diferencia de gol
|  | Campeón del Torneo Clausura                                                              |
|  | Subcampeón del Torneo Clausura y clasificado a la Copa Libertadores 2004 como Bolivia 2. |

#### Fixture
| Bolívar | 2 - 1 | Wilstermann   | Hernando Siles | 3 de diciembre | 20:00 |
| Aurora  | 1 - 2 | The Strongest | Félix Capriles | 4 de diciembre | 20:00 |

| Bolívar     | 1 - 0 | The Strongest | Hernando Siles | 7 de diciembre | 15:30 |
| Wilstermann | 3 - 0 | Aurora        | Félix Capriles | 7 de diciembre | 18:00 |

| The Strongest | 4 - 0 | Wilstermann | Hernando Siles | 10 de diciembre | 20:00 |
| Aurora        | 2 - 4 | Bolívar     | Félix Capriles | 11 de diciembre | 20:00 |

| The Strongest | 1 - 0 | Bolívar     | Hernando Siles | 14 de diciembre | 15:30 |
| Aurora        | 0 - 3 | Wilstermann | Félix Capriles | 14 de diciembre | 18:00 |

| Wilstermann | 1 - 1 | The Strongest | Félix Capriles | 17 de diciembre | 20:00 |
| Bolívar     | 2 - 3 | Aurora        | Hernando Siles | 18 de diciembre | 20:00 |

| The Strongest | 2 - 1 | Aurora  | Hernando Siles | 21 de diciembre | 15:30 |
| Wilstermann   | 2 - 1 | Bolívar | Félix Capriles | 21 de diciembre | 15:30 |

|                                                                       |
| Campeón The Strongest 6º título liguero 9º título de Primera División |

## Sistema de Descenso
Para establecer el descenso directo e indirecto a final de la Temporada 2003, se aplicó el punto promedio a los torneos de las Temporadas 2002 y 2003.

| Pos. | Equipo                  | 2002 | 2003 | Total | PJ | Prom.  |
| ---- | ----------------------- | ---- | ---- | ----- | -- | ------ |
| 1.   | Bolívar                 | 99   | 63   | 162   | 78 | 2.0770 |
| 2.   | The Strongest           | 78   | 71   | 149   | 78 | 1.9102 |
| 3.   | Oriente Petrolero       | 82   | 53   | 135   | 78 | 1.7308 |
| 4.   | Wilstermann             | 66   | 56   | 122   | 78 | 1.5641 |
| 5.   | Real Potosí             | 62   | 50   | 112   | 78 | 1.4359 |
| 6.   | Blooming                | 66   | 44   | 110   | 78 | 1.4102 |
| 7.   | Iberoamericana          | 61   | 47   | 108   | 78 | 1.3846 |
| 8.   | Aurora                  | –    | 41   | 41    | 34 | 1.2059 |
| 9.   | San José                | 51   | 38   | 89    | 78 | 1.1410 |
| 10.  | Unión Central           | 51   | 34   | 85    | 78 | 1.0898 |
| 11.  | Guabirá                 | 51   | 29   | 80    | 78 | 1.0257 |
| 12.  | Independiente Petrolero | 43   | 32   | 75    | 78 | 0.9615 |

|  |                                                                                |
|  | Disputó el descenso indirecto contra el 2º de la Copa Simón Bolívar (Bolivia). |
|  | Descendió a la Segunda División.                                               |

### Serie Ascenso - Descenso Indirecto
| Club            | Ida (Santa Cruz) | Vuelta (Montero) |
| --------------- | ---------------- | ---------------- |
| Guabirá         | 1                | 2 (6)            |
| Real Santa Cruz | 1                | 2 (7)            |

|  | Real Santa Cruz asciende a 1ª División. |
|  | Guabirá desciende a 2ª División.        |